# Hotel Sevilla (Algésiras)
 (février 2023).
Pour les articles homonymes, voir Sevilla.
L'hôtel Sevilla est un hôtel historique d'Algésiras, en Andalousie (Espagne). Sa construction a eu lieu entre 1922 et 1925 par l'architecte madrilène Emilio Antón. Il est construit dans le style néo-baroque, avec quatre étages. Les balcons et les balustres contiennent des motifs floraux décoratifs.
Aujourd'hui, le bâtiment abrite la famille González-Gaggero et est protégé en tant que monument architectural remarquable du Plan General de Ordenación Urbana (Plan général d'urbanisme d'Algésiras).

## Source de traduction
- (en) Cet article est partiellement ou en totalité issu de l’article de Wikipédia en anglais intitulé « Hotel Sevilla (Algeciras) » (voir la liste des auteurs).